# Maria Teresa Motta
Maria Teresa Motta (* 19. April 1963 in Sanremo) ist eine ehemalige italienische Judoka. Sie war 1984 Weltmeisterin sowie 1983 Europameisterin.

## Sportliche Karriere
Maria Teresa Motta war 1977, 1978 und 1979 italienische Meisterin im Halbschwergewicht. Danach wechselte sie ins Schwergewicht.  1981 war sie Zweite der italienischen Meisterschaften hinter Margherita De Cal. 1982, 1984 bis 1987 sowie 1989 und 1990 war Motta italienische Meisterin im Schwergewicht, insgesamt gewann sie zehn Titel.
Ihr erster internationaler Erfolg war der Gewinn einer Bronzemedaille in der offenen Klasse bei den Europameisterschaften 1981 in Madrid. 1982 in Oslo belegte sie den fünften Platz in der offenen Klasse. Bei den Weltmeisterschaften 1982 in Paris gewann sie im Viertelfinale des Schwergewichts gegen die Deutsche Christiane Kieburg und verlor im Halbfinale gegen die Französin Nathalie Lupino. Mit einem Sieg über Yang Shu Huey aus Taiwan erkämpfte Motta Bronze. In der offenen Klasse schied sie in ihrem ersten Kampf gegen die Belgierin Ingrid Berghmans aus. Im März 1983 bei den Europameisterschaften in Genua bezwang sie im Viertelfinale des Schwergewichts die Deutsche Regina Sigmund und im Halbfinale die Britin Helen Wantling, den Titel gewann sie mit einem Sieg über Nathalie Lupino. In der offenen Klasse erreichte Motta das Finale mit einem Sieg über die Spanierin Isabel Cortavitarte, im Finale unterlag sie Ingrid Berghmans.
Bei den Europameisterschaften 1984 in Pirmasens gewann Motta Bronze im Schwergewicht, in der offenen Klasse erreichte sie das Finale und verlor dann gegen Nathalie Lupino. Acht Monate später bei den Weltmeisterschaften 1984 in Wien trat Motta nur im Schwergewicht an. Sie bezwang im Viertelfinale Nilmari Santini aus Puerto Rico und im Halbfinale Margaret Castro aus den Vereinigten Staaten. Den Weltmeistertitel gewann Motta mit einem Finalsieg über die Chinesin Gao Fenglian.
1985 bei den Europameisterschaften in Landskrona unterlag Motta im Viertelfinale der Schwedin Anne Åkerblom, im Kampf um Bronze bezwang sie Regina Sigmund. Im Jahr darauf belegte Motta bei den Europameisterschaften in London sowohl im Schwergewicht als auch in der offenen Klasse den siebten Platz. Bei den Weltmeisterschaften 1986 in Maastricht schied sie frühzeitig gegen die Britin Joanne Spinks aus. 1987 belegte Motta jeweils im Schwergewicht den fünften Platz bei den Europameisterschaften in Paris und bei den Weltmeisterschaften in Essen. Bei den Olympischen Spielen 1988 wurde Frauenjudo als Demonstrationswettbewerb ausgetragen. Motta verlor ihren Auftaktkampf gegen Margaret Castro durch Ippon nach 3:20 Minuten. Nach einem fünften Platz bei den Europameisterschaften 1989 in Helsinki gewann sie im Jahr darauf bei den Europameisterschaften 1990 in Frankfurt am Main noch einmal eine Bronzemedaille, als sie im entscheidenden Kampf die Russin Swetlana Gundarenko besiegte. 1992 in Paris erreichte sie noch einmal den fünften Platz. Bei der olympischen Premiere des Frauenjudo bei den Olympischen Spielen in Barcelona unterlag Motta in ihrem Auftaktkampf der Ungarin Éva Gránitz durch Schiedsrichterentscheid.